# Bisnovat R-40

Tên lửa Bisnovat R-40

Bisnovat R-40 (sau này là Molniya) (tên ký hiệu của NATO AA-6 'Acrid') là một tên lửa không đối không tầm xa được Liên Xô phát triển vào những năm 1960, để trang bị cho máy bay đánh chặn.

## Phát triển
Phòng thiết kế Bisnovat bắt đầu phát triển một loại tên lửa không đối không vào năm 1962. Thành quả là R-40, vào lúc đầu nó tương thích với radar Smerch-A (Tornado-A) của MiG-25. Nó còn có phiên bản radar dẫn đường bán chủ động (R-40R) và dẫn đường bằng tia hồng ngoại (R-40T).
Theo sau sự kiện đào ngũ của phi công PVO Viktor Belenko vào năm 1976, Vympel phát triển một phiên bản cải tiến của loại tên lửa cũ, với sự chống trả đối phó tốt hơn (IRCM) và nhiều thiết bị tìm kiếm. Tên lửa nâng cấp được gọi tên với hậu tố -D. (cho từ phát triển, "finalized"). Sau đó phiên bản -D1 cũng được phát triển.
Việc sản xuất R-40 kết thúc vào năm 1991, nhưng một số tên lửa còn lại vẫn được trang bị cho MiG-25 và máy bay đánh chặn MiG-31.

## Thông số kỹ thuật (R-40TD / R-40RD)
- Chiều dài: (R-40TD) 5.98 m (19 ft 7.5 in); (R-40RD) 6.22 m (20 ft 5 in).
- Sải cánh: 1450 mm (4 ft 9 in).
- Đường kính: 310 mm (12.2 in).
- Trọng lượng: (R-40TD) 450 kg (990 lb); (R-40RD) 461 kg (1.015 lb).
- Vận tốc: Mach 4,5.
- Tầm bay: 30 km (19 mi); 60 km (37 mi).
- Hệ thống dẫn đường: (R-40TD) tia hồng ngoại; (R-40RD) radar bán chủ động.
- Đầu nổ: 70 kg (154 lb) đầu nổ vụn.